# Cryptosaurus
Genre
Espèce
Cryptosaurus (« lézard caché ») est connu à partir de quelques fragments d'os. Son statut de vrai dinosaure n'est pas encore confirmé mais il peut avoir été un iguanodon. Il vivait à la fin du Jurassique en Angleterre.
Un de ses fémurs, découvert dans "the Oxford Clay of Great Grandshen", fut présenté au Woodwardian Museum en 1869. C'est apparemment à ce jour le seul dinosaure ayant des affinités avec l'iguanodon découvert dans the Oxford Clay.
Synonyme de Cryptodraco.